# Communauté de communes du Pays Chauvinois
La  Communauté de communes du Pays Chauvinois  était une communauté de communes française, située dans le département de la Vienne et la région Nouvelle-Aquitaine, maintenant scindée au sein de 2 EPCI ayant fait l'objet de regroupements : nouveau Grand Poitiers et communauté de communes Vienne et Gartempe.

## Histoire
Le 1er janvier 2017, les fusions de communes et d'EPCI (Communauté de communes du Val Vert du Clain, Communauté de communes de Vienne et Moulière, Communauté de communes du Pays Mélusin, Grand Poitiers) avec une partie du Pays Chauvinois créent un nouveau Grand Poitiers à 40 communes. Une autre partie du Pays Chauvignois choisit de se regrouper avec la Communauté de communes du Montmorillonnais et la Communauté de communes du Lussacois pour former la communauté de communes Vienne et Gartempe.

## Composition
Elle était composée des 10 communes suivantes :
| Nom                  | Code Insee | Gentilé       | Superficie (km2) | Population (dernière pop. légale) | Densité (hab./km2) |
| -------------------- | ---------- | ------------- | ---------------- | --------------------------------- | ------------------ |
| Chauvigny (siège)    | 86070      | Chauvinois    | 95,82            | 7 088 (2014)                      | 74                 |
| Chapelle-Viviers     | 86059      |               | 14,53            | 530 (2014)                        | 36                 |
| Fleix                | 86098      |               | 9,15             | 145 (2014)                        | 16                 |
| Jardres              | 86114      | Jardrais      | 20,74            | 1 251 (2014)                      | 60                 |
| La_Puye              | 86202      | Podiens       | 23,57            | 616 (2014)                        | 26                 |
| Lauthiers            | 86122      | Althériens    | 8,16             | 65 (2014)                         | 8                  |
| Leignes-sur-Fontaine | 86126      | Leignois      | 32,37            | 616 (2014)                        | 19                 |
| Paizay-le-Sec        | 86187      | Paizayins     | 34,65            | 472 (2014)                        | 14                 |
| Sainte-Radégonde     | 86239      |               | 13,18            | 168 (2014)                        | 13                 |
| Valdivienne          | 86233      | Valdiviennois | 61,24            | 2 751 (2014)                      | 45                 |